# 古丁
古丁（こてい、生没年については1914年9月29日 – 1964年説［李春燕］、1909年9月29日-1960年説［村田裕子］、1916年9月29日-1964年説［浦三千代］がある）は満洲国で活動した中国の小説家、文学者。本名は徐　長吉（じょ　ちょうきつ）、のち徐　汲平と改名。徐　突微（じょとつび）とも。筆名には史之子がある。

## 年譜
1909年（宣統2年）、吉林省長春県に生まれる。［岡田:1993］［村田］吉林省吉林市に生まれる。［姚辛］
1914年（民国3年）9月29日、吉林省長春県に生まれる。
1929年（民国18年）、南満中学堂卒業。東北大学教育系入学。［村田］
1930年（民国19年）、北京大学中文系に転学。［村田］
1932年（民国21年、大同元年）、北京大学文学院中国文学科入学。在学中、中国左翼作家連盟北方部に参加。「科学新聞」社左連小組成員。
1933年（民国22年、大同2年）7月、徐突微名で北平左連常委会組織部長。
1933年8月4日、かれの密告によりアンリ・バルビュス反戦調査団歓迎準備委員会が摘発され、方殷、臧雲遠ら19名が逮捕される。
1933年12月、満洲国国務院法制局統計処勤務。
1935年（民国24年、康徳2年）、徐長吉名で満洲国国務院総務庁統計処統計官佐委任3等7級俸給100元（同年満洲国国務院法制局統計処が同国務院総務庁統計処改組）。
1937年（民国26年、康徳4年）3月、総合雑誌「明明」創刊（第6期より純文学誌に改編）に参加し、古丁名で作品を発表していく。
1938年（民国27年、康徳5年）9月、「明明」停刊。
1939年（民国28年、康徳6年）6月、小松、爵青、疑遅らと芸文志事務会結成、同人誌「芸文志」（季刊）発行（3期で停刊）。『平沙』が康徳6年度民生部大臣賞受賞。
1939年10月31日、『奮飛』が第4回文芸盛京賞受賞。この時、国務院統計処兼企画処事務官。
1940年（民国29年、康徳7年）2月、満洲文話会代表として来日。
1940年、新京のペスト騒動にまきこまれ隔離施設に入る。
1941年（民国30年、康徳8年）7月27日、満洲文芸家協会委員。
1941年8月、「満洲評論」創刊10周年記念事業で時事講演講師。
1941年10月11日、職を辞し私財によって書店兼出版社芸文書房をおこす。この頃、建国大学で教鞭をとったという（1941年の「建国大学要覧」にある教員名で徐姓は徐成立しかない）。
1942年（民国31年、康徳9年）11月3日-5日、於東京第1回大東亜文学者大会参加。
1943年（民国32年、康徳10年）3月、満洲文芸家協会大東亜連絡部長。
1943年8月25日-8月27日、於東京第2回大東亜文学者大会参加。
1943年11月、芸文書房から月刊誌「芸文志」創刊。
1944年（民国33年、康徳11年）11月12日-14日、於南京第3回大東亜文学者大会参加。
1945年（民国34年、康徳12年）、満洲国崩壊後、中ソ友好協会勤務。
1946年（民国35年）、東北大学研究員兼務。のち、哈爾浜で雑誌『知識』編集。スパイ嫌疑で一時下獄。
1947年、東北文芸雑誌社勤務。
1948年、哈爾浜東北文芸家協会評劇工作組副組長、哈爾浜評劇院の脚本、監督部主任兼管理委員会主任。
1949年、瀋陽唐山評劇院院長。
1950年-1952年、瀋陽の東北戯曲新報社で「戯曲新報」編集に携わる。
1958年、反右派闘争で「漢奸」とされる。
1960年、肺病で死亡。［村田］
1964年、病没。［浦］［李］
1979年、名誉回復。

## 作品

### 長編小説
- 『平沙』東方国民文庫（満日文化協会、1940年11月5日）
- 『新生』（芸文書房、1945年6月）

### 短編小説集
- 短編集『奮飛』城島文庫（月刊満洲社、1938年5月20日）
- 短編集『竹林』（芸文書房、1942年9月）

### 雑文集
- 『一知半解集』（月刊満洲社、1938年7月）
- 『譚』（芸文書房、1942年11月20日）

### 詩
- 『浮沈』（満日文化協会詩歌叢刊刊行会、1939年8月）